# Sejmik da voivodia
Um sejmik da voivodia (em polonês: sejmik województwa) é um conselho regional composto de conselheiros eleitos em cada uma das 16 voivodias (províncias) da Polônia. Os sejmiks são eleitos para um período de quatro anos. O número de conselheiros varia, dependendo da população: em voivodias menores, eles chegam a 30, enquanto que nas mais populosas (Voivodia da Mazóvia) existem 51.
A palavra sejmik é um diminutivo de sejm, que foi historicamente uma assembléia de nobres, e agora é o nome da câmara baixa do parlamento polonês. Para outros usos históricos do termo, ver sejmik.
Os membros de um sejmik elegem um presidente e um vice-presidente dentre seus pares. Estes não podem fazer parte do conselho executivo da voivodia. O presidente é responsável pela organização dos negócios do sejmik e preside os debates.
O sejmik pode adotar regulamentos sobre questões relativas a voivodia, que não sejam privativos da administração pública central (a maior parte dos quais é gerida na região pelo governador ou voivoda nomeado pelo governo central); tais assuntos incluem o orçamento da voivodia, estratégias de desenvolvimento, e as leis em matérias relacionadas à gestão de propriedades da voivodia. O sejmik elege e controla o conselho executivo da voivodia (zarząd województwa), que é presidido pelo marechal da voivodia (marszałek województwa).